# Robert Forster (musicien)
Pour les articles homonymes, voir Forster.
Robert Forster, né le 29 juin 1957 à Brisbane en Australie, est un chanteur australien, ancien cofondateur du groupe The Go-Betweens, groupe au sein duquel on retrouvait notamment Mick Harvey.

## Biographie
Il rencontra Grant McLennan sur les bancs de l'université du Queensland en classe d'études d'arts dramatiques, et, inspiré par leur amour mutuel pour Bob Dylan et la scène musicale de New York, ils formèrent le groupe Go-Betweens.
En addition à son travail au sein des Go-Betweens, Robert a cinq albums solo à son actif :
- Danger in the Past, enregistré à Berlin en 1990 ;
- Calling from a Country Phone, enregistré aux Sunshine Studios de Brisbane, en 1993, avec les membres d'un groupe local, Custard ;
- I Had a New York Girlfriend, collection de reprises enregistrée à Melbourne en 1994 ;
- Warm Nights, enregistré à Londres en 1996, produit par Edwyn Collins ;
- The Evangelist, enregistré presque complètement (à l'exception de la chanson A Place to Hide Away) aux studios Good Luck de Londres en septembre et Novembre 2007.

Encensé par la critique comme un auteur de premier plan, son travail est parsemé de nombreuses références littéraires. Dès 2005, Robert commence à travailler pour le magazine australien The Monthly. Il n'avait à ses débuts aucune expérience sauf un article dans un magazine de coiffure et soin capillaire (décennie 1980) Le 25 octobre 2006, il fut déclaré gagnant du Pascall Prize pour ses chroniques.
Le 6 mai 2006, son collaborateur au sein du groupe et cofondateur, Grant McLennan, décède dans son sommeil à Brisbane.
Dans son album The Evangelist paru le 26 avril 2008, il rend hommage à son ancien collaborateur en incluant trois de leurs dernières collaborations ("Demon Days", par exemple : l'ultime collaboration) dans un album de travail personnel, The Evangelist : c'est le premier album produit seul, en onze années de carrière, signé chez Yep Roc Records.
Forster reprit les représentations sur scène par quatre concerts lors du Queensland Music Festival de juillet 2007.

## Discographie

### Solo
- Danger in the Past (1990)
- Calling from a Country Phone (1993)
- I Had a New York Girlfriend (1995)
- Warm Nights (1996)
- Songs for the Young at Heart (2007) - contributed Uncle Sigmund's Clockwork Storybook
- The Evangelist (2008)
- Songs to Play (2015)
- Inferno (2019)
- The Candle and the Flame (2023)
- Strawberries (2025)

### Compilation
- Intermission (Robert Forster & Grant McLennan album) (2007)

### Avec les Go-Betweens
- V. The Go-Betweens

## Filmographie
- Prüfstand VII as Fährmann (2002)

## Articles et parutions
- « The Exford Dregs » in The Monthly, 11 avril 2006
- « A True Hipster » in The Monthly, 14 juillet 2006
- « Modern Times and Times Before That » in The Monthly, 17 octobre 2006
- « The Coronation of Normie Rowe » in Meanjin, volume 65, numéro 3, 2006, p. 48-52.
- « Love Goes to a Building on Fire » in The Monthly, 21 mars 2007, p. 58-60.
- David Nichols, The Go-Betweens, Puncture Publications, 2003  (ISBN 1-891241-16-8)